# 連荘
連荘（レンチャン）とは、麻雀において、1人のプレイヤーが複数の局で連続して親を担当すること。連荘という語における荘の字は、親（荘家）の意味である。連チャンと表記することも多い。
転じて、物事が連続する様に広く使われる（例：今日で飲み会3レンチャンだよ）。また、パチンコやパチスロで大当たりが連続で発生することも連荘という。
本記事では麻雀の連荘について述べる。

## 概要
麻雀において、親が和了したときの得点は、親でない場合に比べてほぼ1.5倍になる。この点を考えれば、親としてプレイできる局面が多いほど有利なため、連荘は親にとって好都合である。ただし、親であることによるデメリットがひとつある。他のプレイヤー（子）がツモ和了したとき、親は通常の倍の点数を支払う点である。これを「親かぶり」「親っ被り」と言い、連荘すればそれだけ親っかぶりする可能性も高くなる。

## テンパイ連荘とアガリ連荘
基本的には親が和了した場合に連荘が発生する。また、多くのルールでは、流局（荒牌平局）の際に親がテンパイしていた場合も連荘とする。これをテンパイ連荘という。逆に、親がテンパイしていた場合でも連荘とせず、親があがった場合のみ連荘とするルールを、アガリ連荘もしくはアガリのみ連荘と言う。
テンパイ連荘とするかアガリ連荘とするかは決め次第であり、フリー雀荘等でもハウス側の裁量に委ねられている。長くテンパイ連荘のルールが一般的だったが、昨今はアガリ連荘のルールを採用する店舗も増えてきているようである。オンライン麻雀でもどちらのルールになっているかは分かれている。（後掲細目ルールの採用状況節も参照のこと）
また、古いルールや一部のルールでは、南場に限って親のノーテンでも連荘としたり、オーラスのみ親ノーテンでも連荘としたりすることがある。

## 輪荘
輪荘（リンチャン、ロンチャン）とは、連荘の対義語であり、局が変わるとともに親が変わることをいう。親流れともいう。特に、輪荘を目的として和了することを親を流すと表現する。
具体的には、親以外のプレイヤー（子）が和了したときに輪荘となる。また、通常のルールでは、荒牌平局の際に親がテンパイしていない場合にも輪荘となる。
輪荘の場合、直前の親の右側（下家）のプレイヤーが次局の親を担当する。

## 本場
最小単位としての局は「東m局n本場」あるいは「南m局n本場」と呼ばれる。ここで、mはその場風での輪荘回数+1、nは子が和了しなかった最小単位としての局の連続回数を示す。単に「局」という場合、ほとんどの場合は「東m局」「南m局」の局ではなく、最小単位としての局を指す。
上記のnに相当する数字を本場数という。0本場は平場ともいい、n≧1のときの局を積み場という。
連荘の場合、必ず積み場となりmにあたる数字が変わらないため、半荘全体の局数が増えることになる。
なお、荒牌平局による輪荘により本場数を1つ増やすとき、流れn本場のように表現する。

### 積み棒
通常は、積み場の目印として親が卓上にn本の100点棒を置く。この100点棒を積み棒または場棒と呼ぶ。なお、積み棒は供託されたものではなく、親の持ち点の一部である。

### 積み符
積み場においては、和了したときの点数にn×300点が加算される。この加算される点数を積み符という。ツモ和了の場合には、各自の支払う点数がn×100点だけ増える。
積み符をn×1500点（ツモ和了の支払い：n×500点）とするローカルルールも存在する。これを場センゴ（場千五）という。積み符を採用しないルールもある。
三人麻雀においては、統一的なルールが存在せず次のようにさまざまな場合がある。
- 0点（積み符を採用しない）
- n×200点（ツモ和了の支払い：n×100点）
- n×1000点（n×500点）
- ロン和了：n×1000点 ツモ和了：n×2000点（n×1000点）

## 連荘に関連のあるルール

### 途中流局
荒牌平局以外の原因で流局した場合、連荘とするか輪荘とするかについて、ルールは統一されていない。事前の取り決めが必要となる。

### 二飜縛り
二飜縛り（リャンハンしばり・リャンシ）とは、役の飜数の合計が最低でも2飜ないと和了できないというルールである。最近では採用しない場合も多い。採用する場合、通常は本場数が一定数以上（5本場以上など）になった場合のみ適用するのが一般的である。

### 八連荘
同じプレイヤーの和了が8回連続した場合、8回目の和了を八連荘（パーレンチャン）と言い、これを役満として扱うことがある。ただし、八連荘の定義には揺れがあり、純粋に一度の流局も挟まず8回連続して和了しなければならないとするルールのほか、親で8本場まで連荘すればそれ以降の和了をすべて役満とするルールもある。詳細は八連荘を参照。

## 流局と連荘に関わる細目ルールの採用状況
- 各種ネット麻雀・オンライン麻雀での採用状況を挙げる。
- ルールの列のソートボタンで元の順序に戻る。
  - 三麻の場合、四風連打の列は、3人が初巡で同一の風牌を捨てたケースの扱いを示す。
  - 三麻の場合、四家立直の列は、3人全員がリーチを掛けたケースの扱いを示す。
  - 三麻の場合、三家和の列は、二家和が発生したケースの扱いを示す。
- 流し満貫の扱いについては流し満貫#採用状況を参照のこと。

| ルール                          | 人数 | 連荘規定                               | 九種   | 四風連打 | 四開槓 | 四家立直 | 三家和       | 2飜縛り  | 備考/細目 | 出典   |
| ------------------------------- | ---- | -------------------------------------- | ------ | -------- | ------ | -------- | ------------ | -------- | --- | ------ |
| 東風荘 (4人打ち)                | 四麻 | アガリ連荘                             | 親流れ | 親流れ   | 親流れ | 親流れ   | 親流れ       | なし     | 何度かのルール変更を経て、最終的に「流局時は全て流れる」となっている。サービス終了。                                                                   | [ 4 ]  |
| 東風荘 (3人打ち)                | 三麻 | アガリ連荘                             | 親流れ | 続行     | 親流れ | 親流れ   | 頭跳ね       | なし     | サービス終了。 | [ 4 ]  |
| 雀賢荘                          | 四麻 | テンパイ連荘                           | 連荘   | 連荘     | 連荘   | 言及なし | トリロンあり | なし     | | [ 7 ]  |
| ハンゲーム麻雀4                 | 四麻 | テンパイ連荘                           | 連荘   | 連荘     | 連荘   | 連荘     | 連荘         | なし     | 三家和についてはトリロンの有無を選択可能。なしにした場合流局で連荘。頭跳ねも選択可。                                                                   | [ 8 ]  |
| ハンゲーム三人麻雀              | 三麻 | テンパイ連荘                           | なし   | 続行     | 続行   | 続行     | ダブロンあり | なし     | 途中流局なし。四開槓の場合でも流局にならず、5つ目の槓は宣言できない。2018年1月17日サービス終了。                                                       | [ 9 ]  |
| Maru-Jan                        | 四麻 | テンパイ連荘                           | 親流れ | 親流れ   | 親流れ | 続行     | トリロンあり | 言及なし | | [ 10 ] |
| ロン2                           | 四麻 | テンパイ連荘                           | 連荘   | 連荘     | 連荘   | 連荘     | 連荘         | なし     | | [ 11 ] |
| 天鳳 (4人打ち)                  | 四麻 | テンパイ連荘                           | 連荘   | 連荘     | 連荘   | 連荘     | 連荘         | なし     | | [ 12 ] |
| 天鳳 (3人打ち)                  | 三麻 | テンパイ連荘                           | 連荘   | 続行     | 連荘   | 続行     | ダブロンあり | なし     | | [ 12 ] |
| 雀魂 (4人打ち)                  | 四麻 | テンパイ連荘                           | 連荘   | 連荘     | 連荘   | 連荘     | トリロンあり | なし     | | [ 13 ] |
| 雀魂 (3人打ち)                  | 三麻 | テンパイ連荘                           | 連荘   | 続行     | 連荘   | 続行     | ダブロンあり | なし     | | [ 13 ] |
| 雀バト                          | 四麻 | テンパイ連荘                           | 連荘   | 連荘     | 連荘   | 続行     | 頭跳ね       | なし     | 2012年2月29日にサービス終了。 | [ 15 ] |
| 闘牌王                          | 四麻 | テンパイ連荘                           | 連荘   | 連荘     | 連荘   | 連荘     | トリロンあり | なし     | | [ 16 ] |
| 雀龍門M (4人打ち)               | 四麻 | テンパイ連荘                           | 連荘   | 親流れ   | 親流れ | 続行     | トリロンあり | なし     | 九種九牌はオーラスで親がトップの場合半荘終了 | [ 17 ] |
| 雀龍門M (3人打ち)               | 三麻 | テンパイ連荘                           | 連荘   | 続行     | 親流れ | 続行     | ダブロンあり | なし     | 九種九牌はオーラスで親がトップの場合半荘終了 | [ 18 ] |
| 麻雀ロワイヤル                  | 四麻 | テンパイ連荘                           | 親流れ | 親流れ   | 親流れ | 続行     | トリロンあり | なし     | ダブロン・トリロンの場合は親が上家であれば連荘(連荘条件は上家取り)。                                                                                   |        |
| NMB48のカジュアルパーティー     | 四麻 | テンパイ連荘                           | 連荘   | 連荘     | 連荘   | 連荘     | 連荘         | なし     | ダブロンの場合は、親が上がれば上家に関係なく連荘 | [ 19 ] |
| 麻雀格闘倶楽部                  | 四麻 | アガリ連荘                             | 連荘   | 親流れ   | 親流れ | 続行     | トリロンあり | なし     | この中では唯一、八連荘あり。 | [ 21 ] |
| セガNET麻雀 MJ Arcade (4人打ち) | 四麻 | 東風戦: アガリ連荘東南戦: テンパイ連荘 | 連荘   | 親流れ   | 親流れ | 続行     | トリロンあり | なし     | ダブロン・トリロンの場合は親が上家であれば連荘(連荘条件は上家取り)。                                                                                   | [ 22 ] |
| セガNET麻雀 MJ Arcade (3人打ち) | 三麻 | アガリ連荘                             | なし   | 続行     | 続行   | 続行     | ダブロンあり | なし     | 途中流局なし。四開槓の場合でも流局にならず、5つ目の槓は宣言できない。ダブロンの場合は親が上家であれば連荘(連荘条件は上家取り、4人打ちのルールと同じ)。 | [ 23 ] |